# 襄城乾明寺
乾明寺，又名背影寺，位于河南省襄城县山头店乡寺门村南，在首山之阴。2006年被列为第七批全国重点文物保护单位。

## 简介
始建于后唐清泰元年(934年），在首山顶上，元初被毁，元至治二年(1322年)重建，明成化元年至十五年(1465-1479年)再建。按碑文记载，乾明寺兴盛时期占地150余亩，殿堂150多间，塔林374座。
乾明寺现占地10000余平方米，坐南朝北。保存下来的古建筑有:照壁、山门、重门、中佛殿、弥勒殿、三佛殿、方丈室、禅堂、戒堂、斋堂、知客房等，其中以照壁、中佛殿历史价值、艺术价值最高。
山门，又名四大天王殿，门额上书“中州第一禅林”，为改革开放后按旧制重建。
照壁，为青砖浮雕建筑，建于明代嘉靖三十年(1551年）,高4.46米,长12.93米,厚0.73米、壁顶为歇山式（一说庑殿式）。正面雕刻有黄帝采铜图，背面镌刻七圣迷径图、马上封侯、九秋同庆图。据传黄帝曾采首山之铜并铸九鼎。相传黄帝与方明、昌寓、张若、翊明、昏阍、滑稽七位圣贤到具茨山访大隗，在此地迷失道路，遇一牧童为其指路。照壁两面各有对联一副：“锦屏华丽漫沾天泽无疆，古刹崔巍大壮地灵攸萃”、“梵林明媚储万江之精英，山势嵯峨壮一方之胜概”。
中佛殿，为单檐歇山式建筑，面阔、进深均为三间，东西14.74米，南北12.46米，高12米。殿顶为青灰色琉璃瓦，檐下置28攒斗拱，有14根木柱，其中金柱4根，柱础为青石覆盆莲花状。
寺西塔林原有明、清两代的古塔370余座，1949年尚存古塔72座，1968年被毁。
寺内有千年树龄银杏树1棵、金丝蝴蝶树1棵。

## 得名来源
乾明寺位于首山西北方，在传统文化中，八卦对八方，其西北方属乾，故名“乾明寺”。因寺建在山阴，俗称“背影寺”。

## 文物保护
1963年被河南省人民政府列为省级文物保护单位。
2006年被列入第七批全国重点文物保护单位。
2013年4月25日，省文物工程验收组实地考察后，对其文物价值给予了较高的评价，要求当地政府采取保护性修复措施，维护古建筑的历史风貌。